# Décret impérial abolissant la traite des Noirs
Déclaration du 8 février 1815 (Congrès de Vienne)
Engagement international d'abolir la traite négrière Ordonnance du 8 janvier 1817
Interdiction par Louis XVIII de l'introduction d'esclaves noirs dans les colonies
Par le décret du 29 mars 1815, l'empereur Napoléon Ier, qui avait rétabli l'esclavage en Guadeloupe et en Guyane, ou qui l'avait conservé en Martinique, abolit la « traite des Noirs », après l'engagement des nations européennes au Congrès de Vienne en février 1815, sous la pression de l'Angleterre qui règne sur les mers et l'a déjà interdit depuis 1807. Il est alors interdit d’introduire, pour être vendu dans les colonies françaises, « aucun Noir provenant de la traite soit française, soit étrangère ». En revanche, ce décret impérial n'abolit pas l'esclavage, qui se maintiendra jusqu'en 1848.

## Contenu du décret
Le décret est constitué de cinq articles : 

Article 1er À dater de la publication du présent décret, la traite des Noirs est abolie. Il ne sera accordé aucune expédition pour ce commerce, ni dans les ports de France, ni dans ceux de nos colonies. 

Article 2. Il ne pourra être introduit, pour être vendu dans nos colonies, aucun Noir provenant de la traite soit française, soit étrangère.

Article 3. La contravention au présent décret sera punie de la confiscation du bâtiment et de la cargaison, laquelle sera prononcée par nos cours et tribunaux.

Article 4. Néanmoins, les armateurs qui auraient fait partir avant la publication du présent décret des expéditions pour la traite, pourront en vendre le produit dans nos colonies.

Article 5. Nos ministres sont chargés de l'exécution du présent décret.

## Contexte

### Rétablissement de l'esclavage par le consul Bonaparte

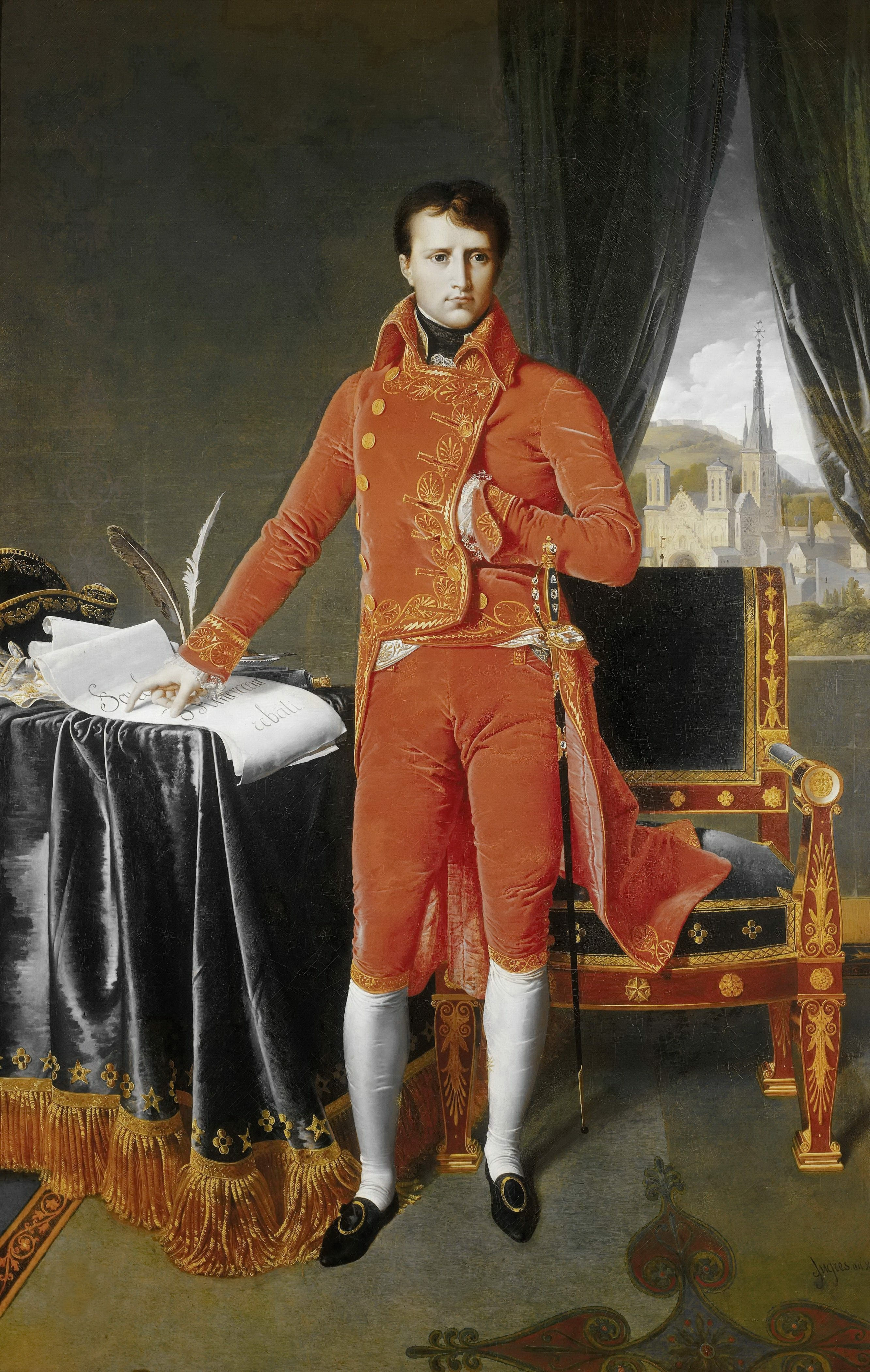
Bonaparte, Premier consul, par Jean-Auguste-Dominique Ingres.

L'esclavage dans les colonies avait été initialement aboli sous la Révolution française par la Convention montagnarde et son décret du 4 février 1794. Toutefois, sous le Consulat, alors que Napoléon Bonaparte est premier consul plénipotentiaire, la loi sur la traite des noirs et le régime des colonies du 20 mai 1802 maintient l'esclavage dans les colonies où cette abolition n'avait pas été appliquée en raison de l'occupation britannique ou de la résistance des colons (Martinique, Tobago et Sainte-Lucie, Bourbon et Île de France).
Dans un courrier du 14 juin 1802, le ministre de la marine de Napoléon, Denis Decrès, demande au général Leclerc commandant l'expédition de Saint-Domingue, de rétablir l'esclavage dans la colonie,.
Puis l'arrêté consulaire du 16 juillet 1802 rétablit l'esclavage en Guadeloupe, et abroge le décret d'abolition de 1794 ainsi que la loi de 1792 accordant l'égalité de droit aux Libres de couleur.
Pour la Guyane, c'est un arrêté consulaire du 7 décembre 1802 qui y rétablit l'esclavage.

### Convictions de Napoléon

#### Enjeux politiques
Pour certains historiens, le « virage idéologique » de Bonaparte à partir de 1801 s'explique par l'influence du lobby esclavagiste et répond donc à les motivations essentiellement politiques et économiques.   
Comme l'indique Jean-Joël Brégeon, Napoléon n'était initialement pas favorable au rétablissement de l'esclavage. Il imaginait un nouveau statut transitoire adapté à chaque colonie.  
Néanmoins, l'état d'insurrection de Saint-Domingue imposait d'y remettre de l'ordre. Par ailleurs, tout un « parti créole » exigeait le retour des esclaves dans les plantations. 
L'historien Jean-François Niort explique : « Manipulé par le lobby esclavagiste, Bonaparte pense que la Guadeloupe est à feu et à sang – ce qui est faux – et que le rétablissement de l’ordre passe par le rétablissement de l’esclavage ».
Dans la réalité, cette loi d'abolition n'a été finalement que peu appliquée en raison de la perte quasi-totale des colonies à la suite de la guerre avec l’Angleterre et de la révolution haïtienne. Bonaparte lui-même ne s’intéressa plus à la question de l’esclavage durant son règne d'empereur de 1804 à 1814.

#### Positions ségrégationnistes
En 1799, peu après son coup d'État, le premier consul Bonaparte déclare au Conseil d'État en référence à la première abolition de 1794 et à l'occupation anglaise de la Martinique à la demande des colons : « Si j’eusse été à la Martinique, j’aurais été pour les Anglais, parce qu’avant tout il faut sauver sa vie. Je suis pour les Blancs, parce que je suis blanc, je n’ai pas d’autre raison, et celle-là est la bonne. Comment a-t-on pu accorder la liberté à des Africains, à des hommes qui n’avaient aucune civilisation, qui ne savaient pas seulement ce qu’était une colonie, ce qu’était la France ? Croyez-vous que si la majorité de la Convention avait su ce qu’elle faisait, et connu les colonies, elle eût donné la liberté aux Noirs ? Non sans doute. »
Après sa décision de maintenir ou rétablir de l'esclavage en 1802, le premier consul Bonaparte réprime durement les révoltes dans les colonies (expédition de Guadeloupe et de Saint-Domingue). Ensuite, il participe à la mise en place d'une politique de ségrégation et de discrimination à l'égard des gens de couleurs libres plus dure que sous l'Ancien régime. En métropole, l'arrêté consulaire du 2 juillet 1802 (13 messidor an X) renouvelle l’interdiction du territoire français prononcée en 1763 et en 1777 à leur encontre (ainsi qu'aux esclaves).
Le Code civil est également modifié pour institutionnaliser la hiérarchie raciale, séparant trois classes : celle des blancs, celle des gens de couleurs libres d'avant 1789, et celle des esclaves. Enfin, les mariages mixtes sont interdits, répondant ainsi à une demande ancienne du lobby colonial que l’Ancien régime leur avait refusé.

### Traité de Paris et congrès de Vienne
À l'international, certaines puissances historiquement esclavagistes commencent à faire évoluer leur position à ce sujet. C'est le cas notamment du gouvernement britannique qui proclame en 1807 l’abolition de la traite, reportant à plus tard l'abolition totale de l'esclavage.
En 1814, les Alliés entrent en France et forcent Napoléon à abdiquer. À l'initiative de l'Angleterre, un article additionnel est alors ajouté au traité du Paris du 30 mai 1814 indiquant que la traite devrait être interdite en France dans les cinq ans, soit en 1819,. 
Le 15 juin 1814, le roi de France Louis XVIII confirme que la délégation française soutiendra la position britannique lors du congrès de Vienne qui doit débuter le 18 septembre de la même année.
Néanmoins, cette déclaration n'est pas suivie d'effet. Les diplomates français Talleyrand puis Jaucourt choisissent de faire traîner les choses, préférant attendre que la France récupère ses colonies avant de s'engager. En parallèle, d'autres pays comme l'Espagne et le Portugal se montrent également réticents à abolir la traite.
Dans ces conditions, le congrès de Vienne accouche d'une simple déclaration le 8 février 1815 qui condamne mais qui ne met pas fin immédiatement à la « traite des nègres d’Afrique »,.

### Retour de Napoléon et promulgation du décret
Lorsque l'empereur revient de son exil de l'île d'Elbe durant les Cent-Jours, il ordonne par le décret du 29 mars 1815 l'interdiction de la traite et de la vente d'esclaves. 
Pour Thierry Lentz; directeur de la Fondation Napoléon (chargée de promouvoir le patrimoine napoléonien) : « Napoléon connaît les débats du Congrès de Vienne. Il sait très bien qu’il y a une commission qui prépare l’abolition de la traite. Il veut ainsi leur couper l’herbe sous le pied et leur montrer qu’il est plus libéral qu’eux. »
Pour Johanne Vernier, la décret de Napoléon est pris sous la pression des Britanniques. Ceux-ci ont en effet interdit la traite dès 1807, contrôlent les mers, et menacent les navires français du droits de visite. 

## Portée et limites
Le 18 juin 1815, Napoléon est battu à la bataille de Waterloo et doit abdiquer une deuxième fois le 22 juin. Louis XVIII regagne son trône le 8 juillet. 
Malgré l'effet limité du décret passé par Napoléon, le politologue bonapartiste Thierry Choffat estime que « grâce à Napoléon, la France est de nouveau sur la bonne voie. C’est la première étape avant l’abolition de l’esclavage en 1848 ». Toutefois, à la Seconde Restauration, tous les actes de « l'usurpateur » sont alors considérés comme nuls et non avenus.
Il faut alors attendre l'ordonnance royale du 8 janvier 1817 pour que Louis XVIII prohibe l'introduction d'esclaves dans les colonies françaises, et la loi du 15 avril 1818 pour que le roi abolisse la traite négrière à proprement parler, mais ces textes restent peu observés. La traite illégale était présentée comme un moyen de résister aux Britanniques soupçonnés de vouloir affaiblir l'économie nationale.  
Pour les historiens Bruno Marnot et Thierry Sauzeau, la décision française d'interdire la traite se confronte aux besoins en esclaves des plantations dans les colonies restantes, malgré la perte de Saint-Domingue. Ils évoquent une « volontaire cécité face aux stratagèmes déployés par les armateurs négriers pour éviter la confiscation de leur navire », la répression de la traite ne commençant à s'affirmer progressivement qu'après 1822, année de la nomination du marquis de Clermont-Tonnerre au ministère de la Marine. Il faut attendre 1825 pour que la Cour de cassation ordonne la poursuite des négriers, puis la loi de 1827 pour que ceux qui pratiquent le commerce des esclaves soit déclarés criminels. Serge Daget dénombre 729 expéditions françaises de traite avérées, suspectes ou soupçonnables entre 1814 et 1850.